# Carl von Carlsson
Carl von Carlsson (före adlandet Carlsson), född 13 maj 1686 i Norrköping, död 17 november 1737 i Stockholm, var en svensk ämbetsman.

## Biografi
Carl von Carlsson föddes 1686 i Norrköping och var son till borgmsätaren Carl Johansson och Christina Spalding. Han studerade vid Norrköpings skola och därefter vid Uppsala universitet från 1701 och företog 1703 en utrikes studieresa. Under sin länga studeresa genom Tyskland, Frankrike, England och Holland besökte han inte bara universiteten utan bevistade även hoven, och blev 1704 föreslagen till legationssekreterare i Paris, en tjänst han dock aldrig kom att få. Vid sin återkomst till Sverige blev Carlson extraordinarie kanslist i riksarkivet 1708, auskultant i Svea hovrätt 1708, tillförordnad registrator i riksarkivet 1709, registrator 1710, protokollförare i defensionskommissionen 1712, protokollförare i rådet 1713 och protokollsekreterare i krigsexpeditionen 1714.
1719 adlades han och blev samma år expeditionssekreterare i krigsexpeditionen. Han bevistade riksdagarna 1723, 1726-27 och 1731 och var därunder bland annat elektor 1723 och 1726, ledamot av sekreta utskottet samt ledamot och sekreterae i sekreta deputationen 1726-27. Carson blev 1727 kansliråd, statssekreterare 1729 och friherre 1731. 
Mest känd har Carlson blivit genom att han 1722 åtföljde Fredrik I under dennes eriksgata, och där förestod kansliet. Under denna resa förde han en utförlig dagbok, senare tryckt av Carl Christoffer Gjörwell den äldre 1734 företog han en utrikes resa genom Tyskland och Nederländerna.

### Familj
Carl von Carlsson gifte sig 9 mars 1725 i Kungsholmens församling med Johanna Catharina Gyldenbring (död 1736), dotter till kaptenen Erik Gyldenbring och Christina Maria Bergenhielm. Johanna Catharina Gyldenbring var änka efter assessorn Olof Stiernadler.